# 小田村 (鳥取県)
小田村（おだそん）は、鳥取県岩美郡にあった自治体である。

## 概要
現在の岩美町池谷・延興寺・外邑・小田・大坂・唐川・岩常・高住・長郷・院内・荒金・黒谷に相当する。蒲生川支流の小田川流域に位置した。
村名は、当地一帯を小田谷と呼んだことによる。
産業では木炭の生産が古くから行われた。
1947年（昭和22年）11月28日、鳥取県下で昭和天皇の戦後巡幸が行われた際には、小田村に昭和天皇の行幸はなかったが、木炭増産改良組合の組合長が宿泊所に召し出されて、製炭に関する進講を行っている。1951年（昭和26年）の生産高は19256俵で現岩美町内の旧町村別では1位であった。

## 沿革
- 1917年（大正6年）9月1日 - 新宮村と高野村が合併して小田村が発足。合併各村の計12大字を編成。役場位置を大字池谷字屋敷251番地に定める[3][4]。
- 1922年（大正11年）2月20日 - 役場位置を大字池谷237番地に変更[5]。
- 1922年（大正11年）10月30日 - 役場位置を大字院内436番地に変更[6]。
- 1929年（昭和4年）3月8日 - 役場位置を大字院内411番地に変更[7]。
- 1943年（昭和18年）10月30日 - 役場位置を大字院内291番地に変更[8]。
- 1954年（昭和29年）7月1日 - 田後村、東村、浦富町、蒲生村、岩井町、本庄村、大岩村、網代村と合併して岩美町が発足。同日小田村廃止[9]。

## 行政

### 歴代村長
| 代         | 氏名       | 就任年月日                | 退任年月日                | 備考 |
| ---------- | ---------- | ------------------------- | ------------------------- | ---- |
| 初         | 中村松太郎 | 1917年（大正6年）9月1日   | 1917年（大正6年）11月18日 |      |
| 2          | 中村松太郎 | 1917年（大正6年）11月19日 | 1918年（大正7年）2月27日  |      |
| 3          | 滝山賀蔵   | 1918年（大正7年）3月15日  | 1919年（大正8年）4月18日  |      |
| 4          | 奥田亀蔵   | 1919年（大正8年）4月30日  | 1921年（大正10年）3月11日 |      |
| 5          | 小倉直三   | 1921年（大正10年）4月20日 | 1925年（大正14年）4月19日 |      |
| 6          | 小倉直三   | 1925年（大正14年）4月22日 | 1929年（昭和4年）4月21日  |      |
| 7          | 小倉直三   | 1929年（昭和4年）5月12日  | 1933年（昭和8年）5月11日  |      |
| 8          | 山本節蔵   | 1933年（昭和8年）5月15日  | 1937年（昭和12年）1月21日 |      |
| 9          | 山本節蔵   | 1937年（昭和12年）1月29日 | 1937年（昭和12年）5月20日 |      |
| 10         | 滝山賀蔵   | 1937年（昭和12年）10月3日 | 1939年（昭和14年）4月5日  |      |
| 11         | 田中実蔵   | 1939年（昭和14年）7月21日 | 1941年（昭和16年）5月19日 |      |
| 12         | 中村熊太郎 | 1941年（昭和16年）5月21日 | 1942年（昭和17年）3月31日 |      |
| 13         | 加納寅蔵   | 1942年（昭和17年）4月1日  | 1946年（昭和21年）3月31日 |      |
| 14         | 竹内定吉   | 1946年（昭和21年）4月8日  | 1947年（昭和22年）4月4日  |      |
| 15         | 竹内定吉   | 1947年（昭和22年）4月8日  | 1951年（昭和26年）4月4日  |      |
| 16         | 竹内定吉   | 1951年（昭和26年）4月23日 | 1954年（昭和29年）6月30日 |      |
| 参考文献 - |            |                           |                           |      |

## 教育
- 小田村立小田小学校（現在は統合により岩美町立岩美南小学校となる）
- 小田村立二上中学校（現在は統合により岩美町立岩美中学校となる）

## 交通

### 鉄道
- 岩井町営軌道：荒金鉱山から岩美駅へ鉱石を運搬。